# 迭戈·佩伦
迭戈·佩伦（德語：Diego Perren，1965年1月10日—），瑞士男子冰壶运动员。他曾代表瑞士获得1998年冬季奥运会冰壶比赛男子团体金牌。他也在世界男子冰壶锦标赛上获得两枚铜牌。